# Seychellernas fotbollsförbund
Seychellernas fotbollsförbund, officiellt Seychelles Football Federation, är ett specialidrottsförbund som organiserar fotbollen i Senegal.
Förbundet grundades 1979 och gick med i Caf 1986. De anslöt sig till Fifa år 1986. Seychellernas fotbollsförbund har sitt huvudkontor i staden Mahé.